# Споменици културе у општини Жабари
Следи списак споменика културе у општини Жабари:
| ИД     | Слика                                                            | Назив                                                            | Адреса | Координате                                     | Место                  | Градска општина | Општина | Надлежни завод |
| ------ | ---------------------------------------------------------------- | ---------------------------------------------------------------- | ------ | ---------------------------------------------- | ---------------------- | --------------- | ------- | -------------- |
| СК 562 | Родна кућа песника Војислава Илића-млађег                        | Родна кућа песника Војислава Илића-млађег                        |        | 44.427038°N 21.209361°E / 44.427038, 21.209361 | Ореовица (Жабари)      |                 | Жабари  | СМЕДЕРЕВО      |
| СК 563 | Стара црква Успења Богородичиног у Ореовици                      | Стара црква Успења Богородичиног у Ореовици                      |        | 44.427038°N 21.209361°E / 44.427038, 21.209361 | Ореовица (Жабари)      |                 | Жабари  | СМЕДЕРЕВО      |
| СК 564 | Црква брвнара Рођења Богородичиног у Четережу                    | Црква брвнара Рођења Богородичиног у Четережу                    |        | 44.373127°N 21.256683°E / 44.373127, 21.256683 | Четереже               |                 | Жабари  | СМЕДЕРЕВО      |
| СК 565 | Нова црква Рођења Богородичиног у Четережу                       | Нова црква Рођења Богородичиног у Четережу                       |        | 44.372797°N 21.256181°E / 44.372797, 21.256181 | Четереже               |                 | Жабари  | СМЕДЕРЕВО      |
| СК 714 | Црква Светог Вазнесења у Жабарима                                | Црква Светог Вазнесења у Жабарима                                |        | 44.354193°N 21.213923°E / 44.354193, 21.213923 | Жабари                 |                 | Жабари  | СМЕДЕРЕВО      |
| СК 715 | Црква Светог Николе у Александровцу                              | Црква Светог Николе у Александровцу                              |        | 44.44864°N 21.21404°E / 44.44864, 21.21404     | Александровац (Жабари) |                 | Жабари  | СМЕДЕРЕВО      |
| СК 718 | Кућа Димитрија Пауновића у Витежеву                              | Кућа Димитрија Пауновића у Витежеву                              |        | 44.293077°N 21.251415°E / 44.293077, 21.251415 | Витежево               |                 | Жабари  | СМЕДЕРЕВО      |
| СК 819 | Зграда Основне школе и стара кућа у школском дворишту у Витежеву | Зграда Основне школе и стара кућа у школском дворишту у Витежеву |        | 44.295811°N 21.248196°E / 44.295811, 21.248196 | Витежево               |                 | Жабари  | СМЕДЕРЕВО      |
| СК 820 | Црква Свете Петке у Породину                                     | Црква Свете Петке у Породину                                     |        | 44.319849°N 21.222688°E / 44.319849, 21.222688 | Породин (Жабари)       |                 | Жабари  | СМЕДЕРЕВО      |
| СК 821 | Црква Светог Илије у Симићеву                                    | Црква Светог Илије у Симићеву                                    |        | 44.396873°N 21.210596°E / 44.396873, 21.210596 | Симићево               |                 | Жабари  | СМЕДЕРЕВО      |